# Alta comedia
La alta comedia es una fórmula teatral de corte realista para reemplazar la retórica del Romanticismo. Se desarrolló en España durante la segunda mitad del siglo xix como ejercicio crítico sobre la burguesía de esa época, aunque con planteamientos esquemáticos y un fin moralizante.

## Características
En dramaturgia, parte de un teatro de crítica moral que pretende denunciar la corrupción de la sociedad y la pérdida de valores como la familia, el amor, la amistad, la honestidad, etcétera, pero los conflictos de la trama y los propios personajes resultan demasiado literarios y finalmente huecos. Los dramaturgos de la alta comedia, a pesar de su intención satírica, el cuidado por lo psicológico, y los detalles realistas, resultan melodramáticos.
Se han definido cuatro innovaciones respecto a la comedia del periodo anterior:
1. Temas y ambientes contemporáneos, olvidando el pasado nacional.
2. Intención didáctica mediante el desarrollo de una “tesis” moral frente al materialismo, superando el desorden pasional del Romanticismo.
3. Estudio literario de la naturaleza humana en busca de una imagen auténtica del personaje.
4. Conserva elementos románticos como el verso (que irá cediendo paso a la prosa), el sentimentalismo burgués y el efectismo escénico.[6][3]

## Principales representantes
Entre los primeros autores que delatan dichas características se menciona a Manuel Bretón de los Herreros, (más como precursor quizá) y a Ventura de la Vega con El hombre de mundo (1845), versión aburguesada de Don Juan Tenorio, en opinión de Ángel Muro. Otros representantes de la ‘alta comedia’, más o menos contemporáneos de Bretón, fueron: Patricio de la Escosura (El amante universal, 1847), Tomás Rodríguez Rubí (La familia, 1866), Adelardo López de Ayala, considerado por muchos como «la cumbre del género», con piezas como El nuevo Don Juan (1863) o El tejado de vidrio (1856). Otro fructífero autor de ‘alta comedia’ fue Manuel Tamayo y Baus en obras como Los hombres de bien, Lo positivo, Lances de honor o La bola de nieve. También puede incluirse la adaptación que Eugenio Sellés hizo en El nudo gordiano del drama de Calderón El médico de su honra.
Como subgénero tuvo su evolución y superación ya en siglo xx en algunos aspectos de la obra de Jacinto Benavente, como en Gente conocida (1896), La noche del sábado (1903) o Rosas de otoño (1905), un modelo que influiría a su vez en autores de postguerra como Victor Ruiz Iriarte, Jaime Salom o Joaquín Calvo Sotelo.